# Futebol Feminino do Vitória Sport Clube
O Vitória Sport Clube, popularmente conhecido como Vitória de Guimarães, é um clube desportivo da cidade de Guimarães, Portugal, onde se praticam diversas modalidades. O presente artigo é sobre a sua secção profissional de Futebol Feminino, cuja equipa sénior compete no Campeonato Nacional da II Divisão, o segundo escalão em Portugal.
A equipa de Futebol Feminino do Vitória Sport Clube joga em casa na Pista de Atletismo Gémeos Castro e também no Miniestádio, atual Campo nº 5 da Academia Vitória SC, com capacidade para 1 200 e 2 500 pessoas respetivamente. 

## História
Os primeiros passos do futebol feminino no Vitória SC foram iniciados no final do século 20, mais precisamente no ano de 1989, tendo a equipa participado por apenas duas épocas no principal escalão na altura intitulado de Taça Nacional de Futebol Feminino. Todavia, a secção não singrou e se extinguiu no fim desse período.
Mais tarde, no dia 12 de outubro de 2018, o anterior presidente do Vitória SC, Júlio Mendes, confirma publicamente a constituição de uma equipa de futebol feminino, reativação há muito desejada, bem como escalões de formação para iniciar de forma competitiva na época seguinte.

Assim, o Vitória entrou em competição na segunda divisão portuguesa, com uma equipa formada maioritariamente por jogadoras locais que se identificavam com o clube. Contudo, na sequência da pandemia de COVID-19, a prova foi dada como concluída pela Federação Portuguesa de Futebol, sem vencedor nem aplicação de regime de subidas e descidas.

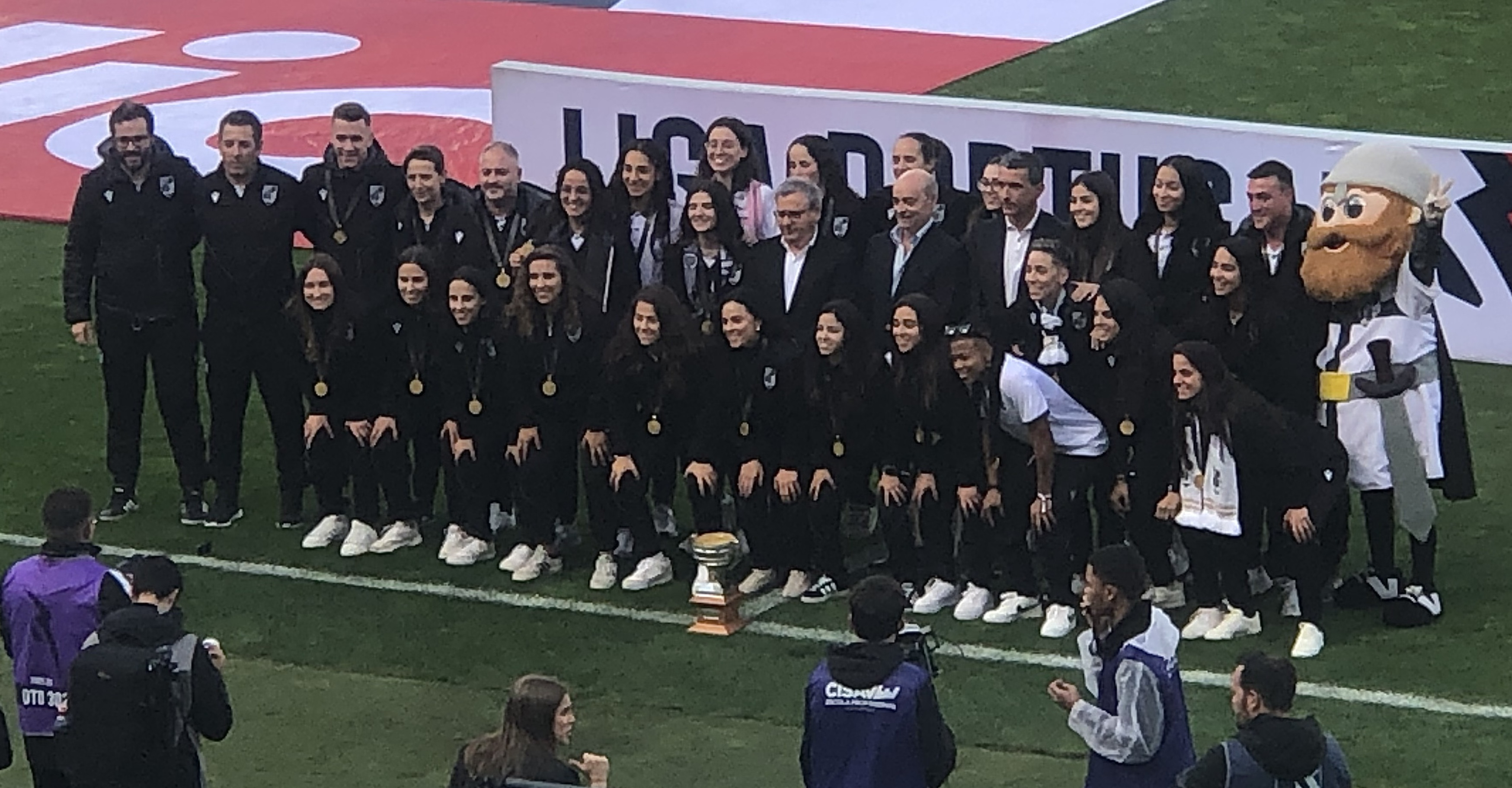
Equipa feminina e staff do Vitória com o troféu da II Divisão no Estádio D. Afonso Henriques, maio de 2025.

Desde então tem vindo continuamente a melhorar as suas performances e estado presente sempre nas decisões finais de subida, embora sem efeitos práticos até à época de 2023/24 onde perdeu por 2–8 com o Famalicão no play-off de acesso ao Campeonato Nacional Feminino.
Na época de 2024/25 a equipa foi campeã da II Divisão e assegurou a promoção para a Liga BPI, a elite do futebol feminino, para 2025/26 ao vencer na última jornada o Rio Ave por 3–0 com casa cheia.

## Palmarés
- Campeonato Nacional II Divisão Feminino (1): 2024/25[7]